# Еурскоґ-Геланн
Еурскоґ-Геланн (норв. Aurskog-Høland) — муніципалітет у фюльке Акерсгус, Норвегія.
2020 року до нього було доєднано невеличкий муніципалітет Ремскоґ.

## Географія
Це найбільший муніципалітет в Акерсгусі, що займає 967 км² (373,4 кв. милі). Основні села — Еурскоґ та Беркеланген, останній є адміністративним центром. Ліси займають більшу частину території, але є також дуже хороші сільськогосподарські угіддя. Через район протікають річки Галденвассдрагет (Haldenvassdraget) і Голаннсельва.